# Pedro Ercílio Simon

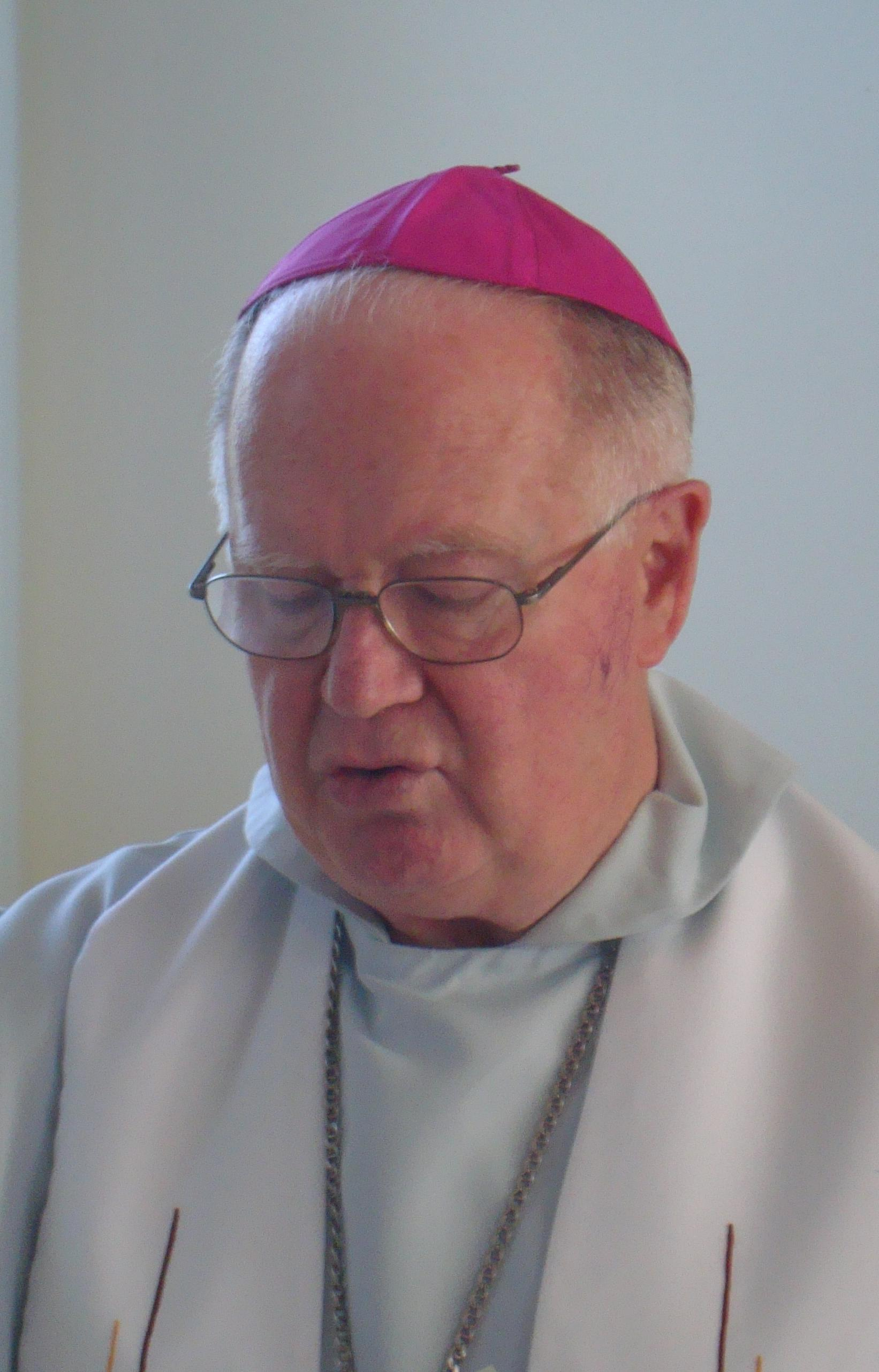
Bischof Pedro Ercílio Simon

Pedro Ercílio Simon (* 9. September 1941 in Ibiaçá; † 1. Juni 2020 in Passo Fundo) war ein brasilianischer Geistlicher und römisch-katholischer Erzbischof von Passo Fundo.

## Leben
Ercílio Simon trat als 10-Jähriger in ein Bischöfliches Knabenseminar in Passo Fundo ein. Am 12. Dezember 1965 empfing  er die Priesterweihe für das Bistum Passo Fundo. Er war Priester im Bistum Erexim und Generalvikar in der Diözese Passo Fundo. So engagierte er sich für die Förderung der Berufungen als Pastoralkoordinator und erster Rektor des Seminars Nossa Senhora Aparecida. Zudem war er in der Seelsorge in der Kathedrale Nossa Senhora Aparecida tätig sowie in den Pfarreien São Judas Tadeu, São Cristóvão und Sagrado Coração de Jesus.
Papst Johannes Paul II. ernannte ihn am 24. Oktober 1990 zum Koadjutor des Bischofs von Cruz Alta. Die Bischofsweihe spendete ihm der Apostolische Nuntius in Brasilien, Erzbischof Carlo Furno, am 30. Dezember desselben Jahres. Mitkonsekratoren waren der Bischof von Passo Fundo, Urbano José Allgayer, und der Bischof von Cruz Alta, Jacó Roberto Hilgert. Sein Leitspruch lautet „Em Nome de Jesus“ (Im Namen Jesu). Zwischen 1991 und 1995 war er Koadjutor-Bischof im Bistum Cruz Alta.
Am 5. Juli 1995 wurde er zum Bischof von Uruguaiana ernannt. Drei Jahre später, am 16. September 1998, folgte seine Ernennung zum Koadjutorbischof von Passo Fundo. Mit dem altersbedingten Rücktritt Urbano José Allgayers am 19. Mai 1999 folgte er diesem als Bischof von Passo Fundo nach. Er war zusammen mit der «Regionalkonferenz Süd 3» der brasilianischen Bischofskonferenz CNBB von 2001 bis 2004 deren Generalsekretär und Referenzbischof für die Pastoral der Migranten. Mit der Erhebung des Bistums zum Erzbistum Passo Fundo am 13. April 2011 wurde er zu dessen erstem Erzbischof ernannt. 
Bald nach seiner Ernennung zum Erzbischof zeigte sich, dass Ercílio Simon an der Parkinson-Krankheit erkrankt war. Die beginnende Alzheimer-Krankheit kam hinzu. Papst Benedikt XVI. nahm am 11. Juli 2012 seinen vorzeitigen Rücktritt an. Er starb im Juni 2020 an den Folgen seiner gesundheitlichen Probleme im Alter von 78 Jahren im Krankenhaus São Vicente de Paulo in Passo Fundo.